# Gnomidolon sinopium
Gnomidolon sinopium är en skalbaggsart som beskrevs av Martins 2006. Gnomidolon sinopium ingår i släktet Gnomidolon och familjen långhorningar. Inga underarter finns listade i Catalogue of Life.